# Appert Frères

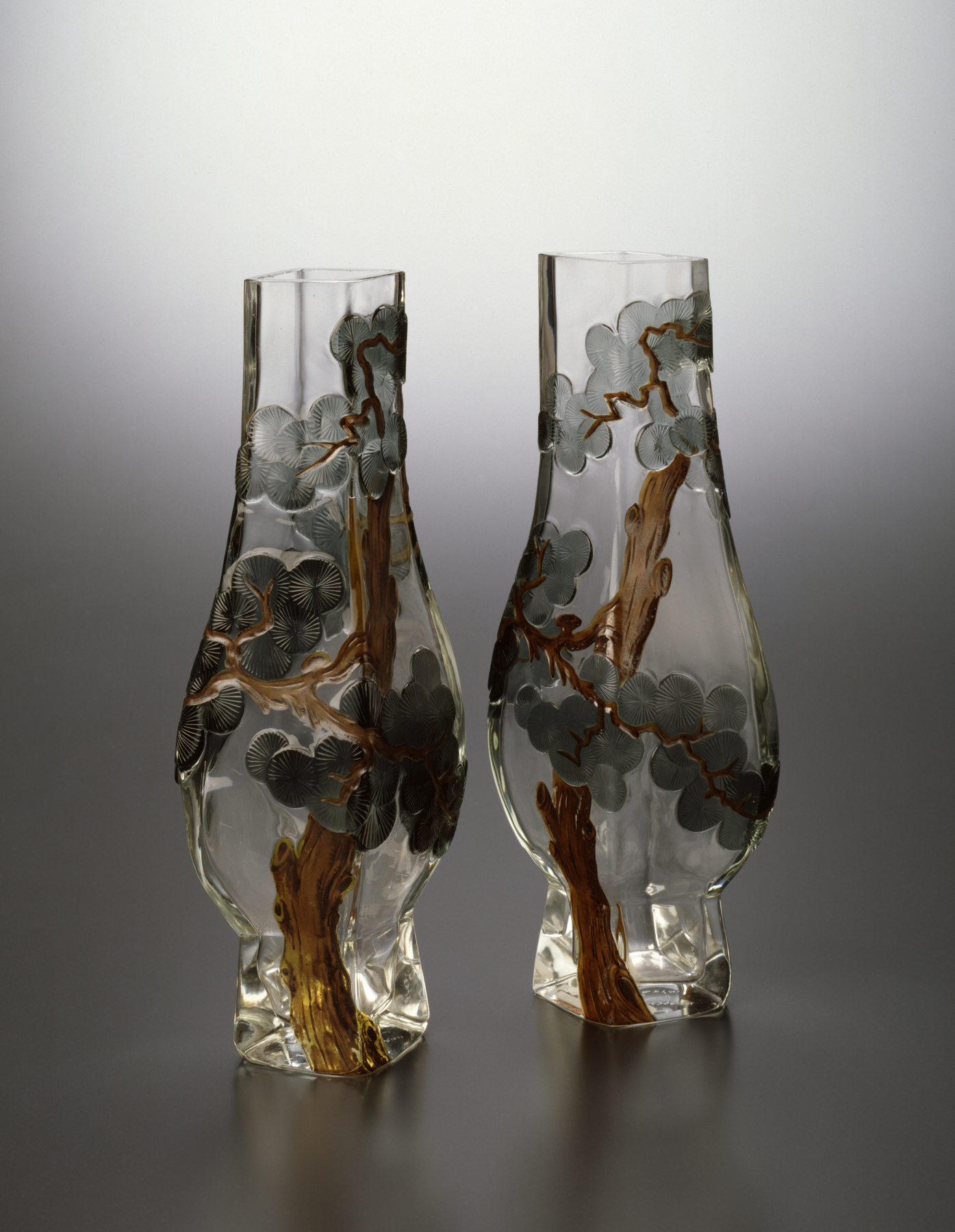
Deux vases montrant des pins, modèle d’Eugène Rousseau réalisé par la verrerie Appert Frères.

Appert Frères est une société française spécialisée dans la verrerie, active entre 1832 et 1931, puis après restructuration et fusion avec une autre verrerie, disparue en 1947.

## Histoire
Fondée en 1832 par Louis-Adrien Appert à Clichy sous le nom de « Maison Appert », la société est active jusqu’en 1947, date de sa dissolution. En 1858, elle prend le nom « Appert et Fils » lorsque les deux fils du fondateur, Adrien-Antoine et Léon-Alfred Appert, prennent part à l’entreprise. C’est en 1865 que la société est renommée « Appert Frères », lorsque Louis-Adrien Appert se retire des activités de la verrerie un an avant sa mort.

## Activités
La maison Appert Frères était un fournisseur de matériaux bruts pour de plus petites verreries : verre, cristaux colorés et émaux par exemple. Une grande partie de l’activité consistait donc à vendre des demi-produits à des ateliers de finition (décoration, émaillage, etc.)
D’autre part, les verriers Appert Frères réalisaient eux-mêmes des produits finis pour le compte de créateurs verriers, le plus connu de leur client ayant été Eugène Rousseau, puis son successeur Ernest Baptiste Leveillé (1841-1913), ou encore pour leur propre compte.

## Innovations
Léon-Alfred Appert, formé à l’École centrale Paris, est à l’origine d’une innovation majeure dans le monde du verre : le soufflage à l’air comprimé. Il réussit à mécaniser le travail du souffleur de verre. Cependant, son invention sera assez peu reprise dans le monde de la verrerie, notamment à cause d’un coût élevé d’investissement.

## Membres de la famille Appert actifs au sein de l’entreprise

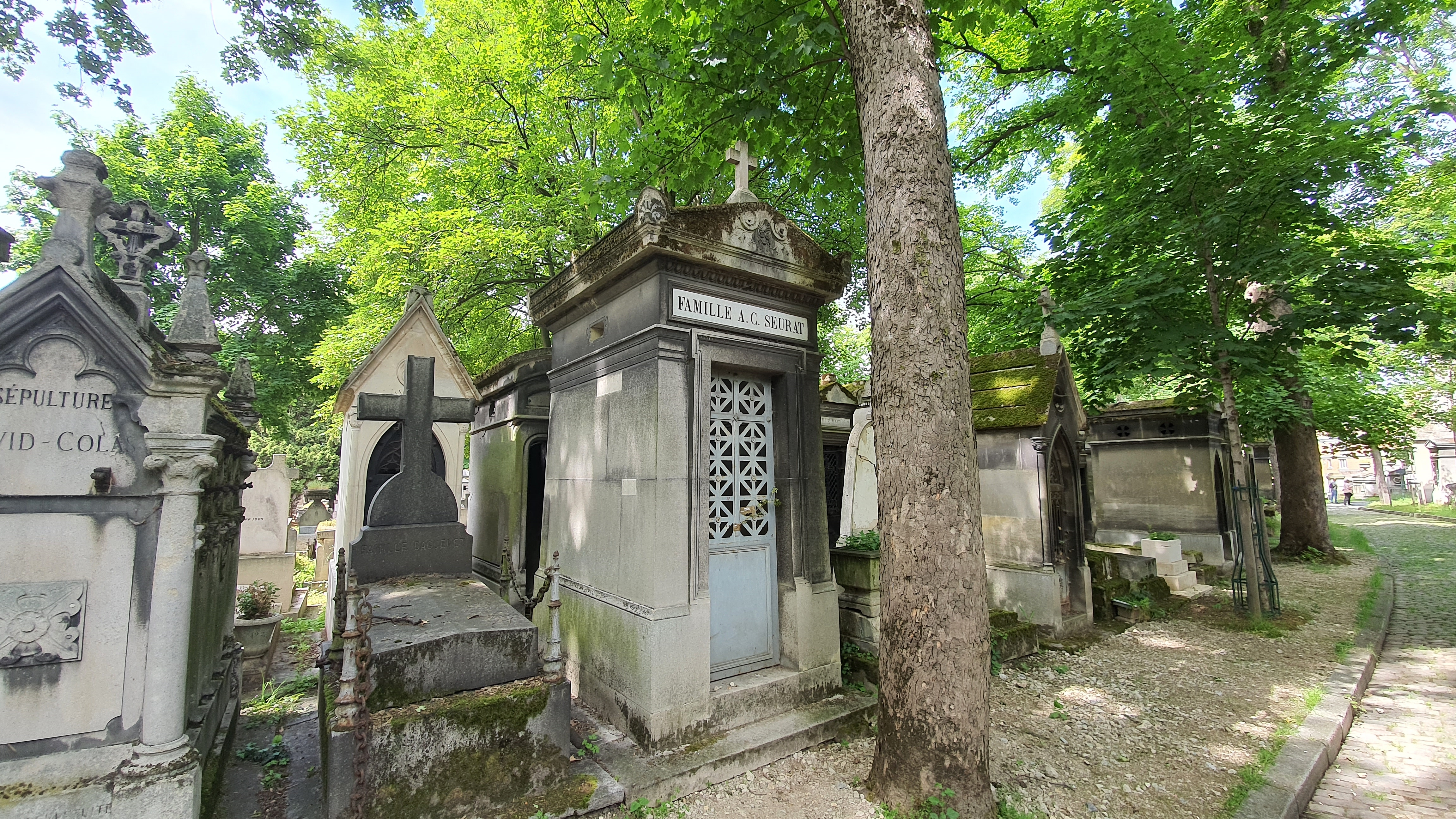
Tombe familiale Seurat-Appert au cimetière du Père-Lachaise, Paris

- Louis-Adrien Appert, né vers 1788 et mort à Paris en 1866, fondateur de l’entreprise. Ses deux fils travailleront avec lui :
  - Adrien-Antoine Appert, né en 1836 et mort à Paris en 1902
  - Léon-Alfred Appert, né le 28 mars 1837 et mort à Paris le 16 juillet 1925, directeur de l’entreprise à partir de 1857, ses fils prendront à leur tour la relève au sein de la maison :
    - Léopold-Antonin né à Paris le 27 mai 1867 et mort à Vichy le 15 juillet 1931
    - Maurice-Adrien né à Paris le 26 janvier 1869 et mort à Vichy le 7 mars 1941

Léopold-Antonin et Maurice-Adrien Appert reposent au cimetière du Père-Lachaise (66e division).
Léon-Antonin Appert était marié à Marie-Berthe Seurat (1847-1921), sœur du peintre Georges Seurat (1859-1891). Le couple possédait une importante collection d'oeuvres de leur frère, reçue en héritage.

## Galerie

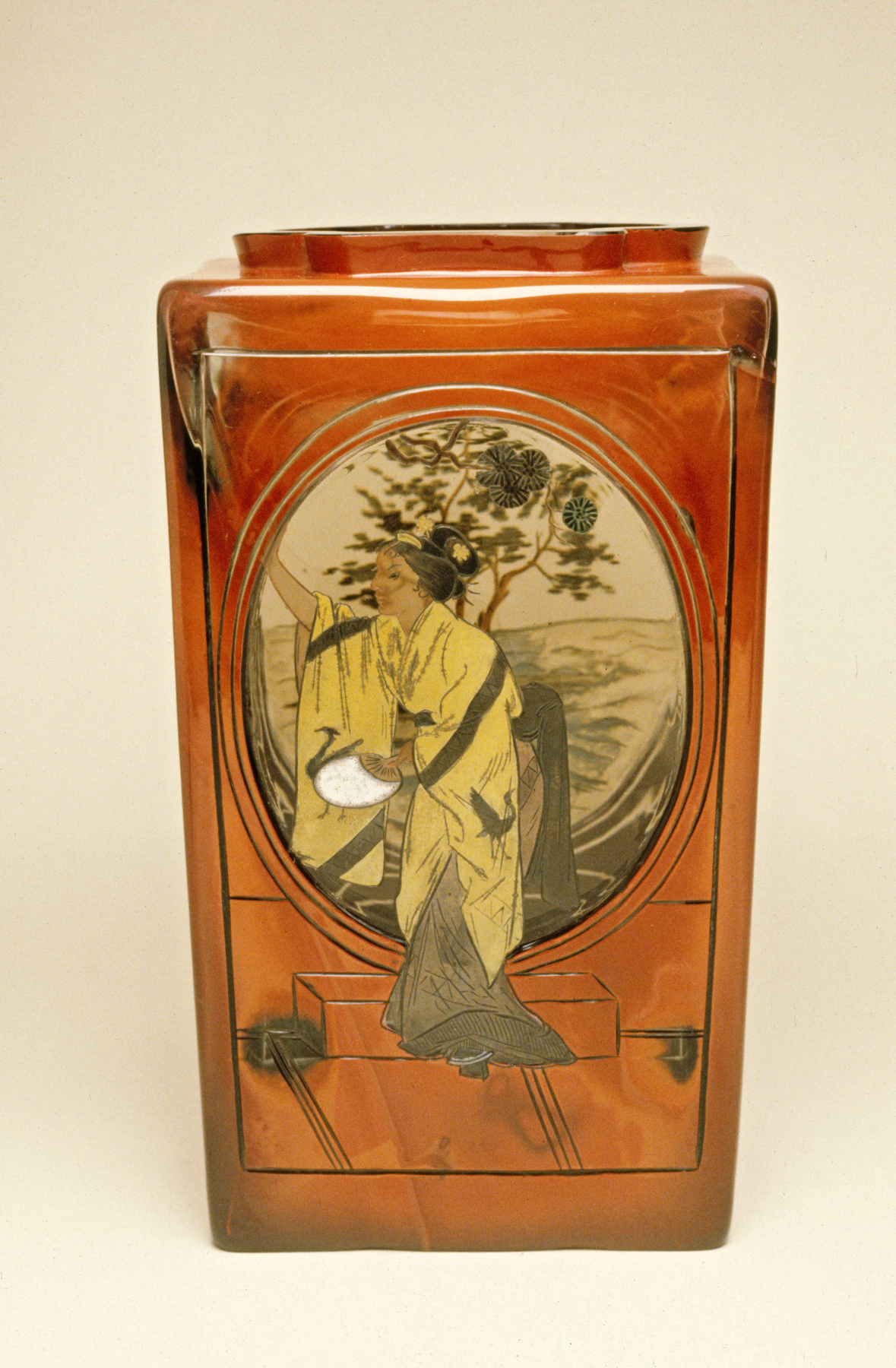
Vase montrant une femme japonaise, modèle d’Eugène Rousseau, réalisation par la verrerie Appert Frères
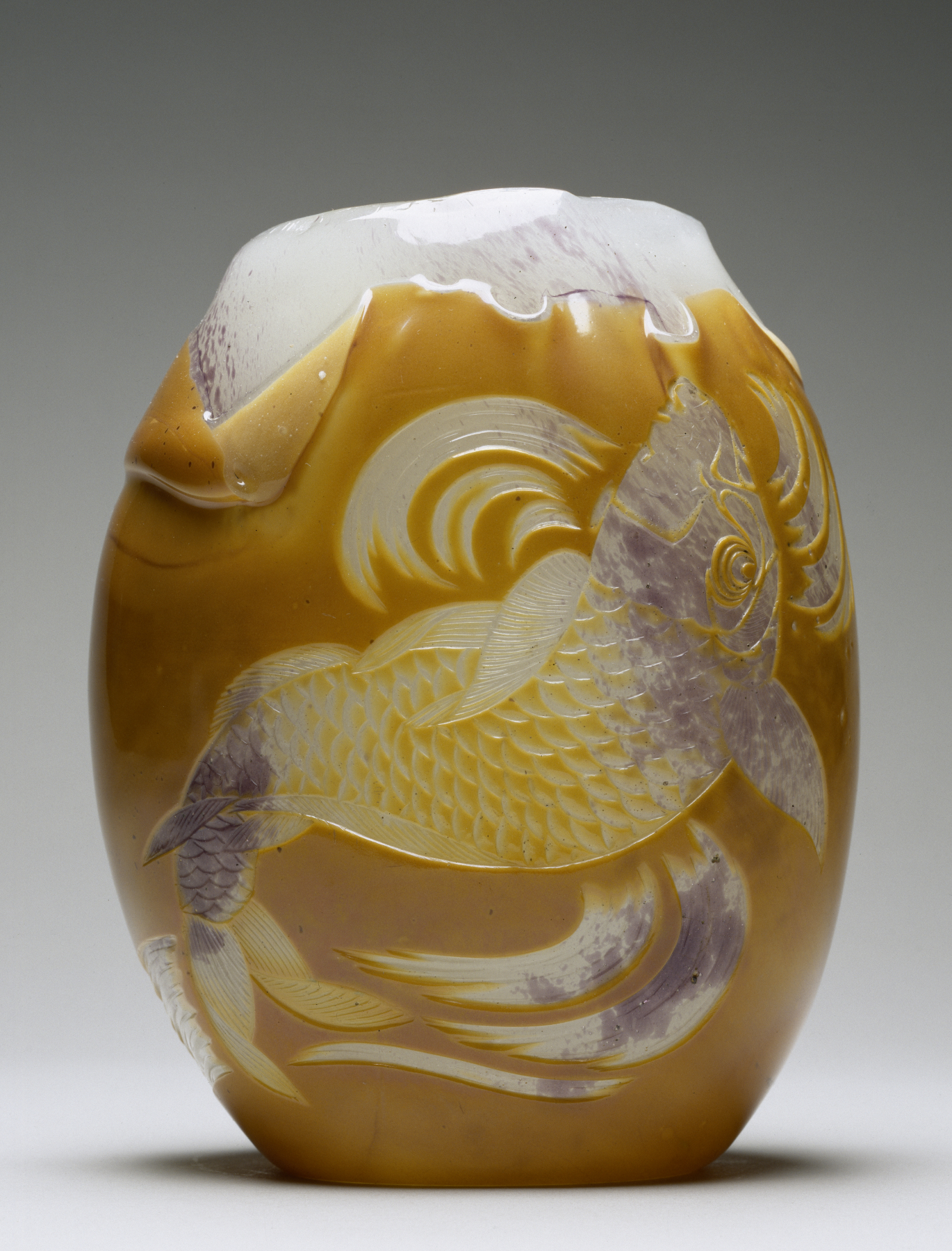
Vase carpe sur un modèle d’Eugène Rousseau exécuté par les verriers Appert Frères
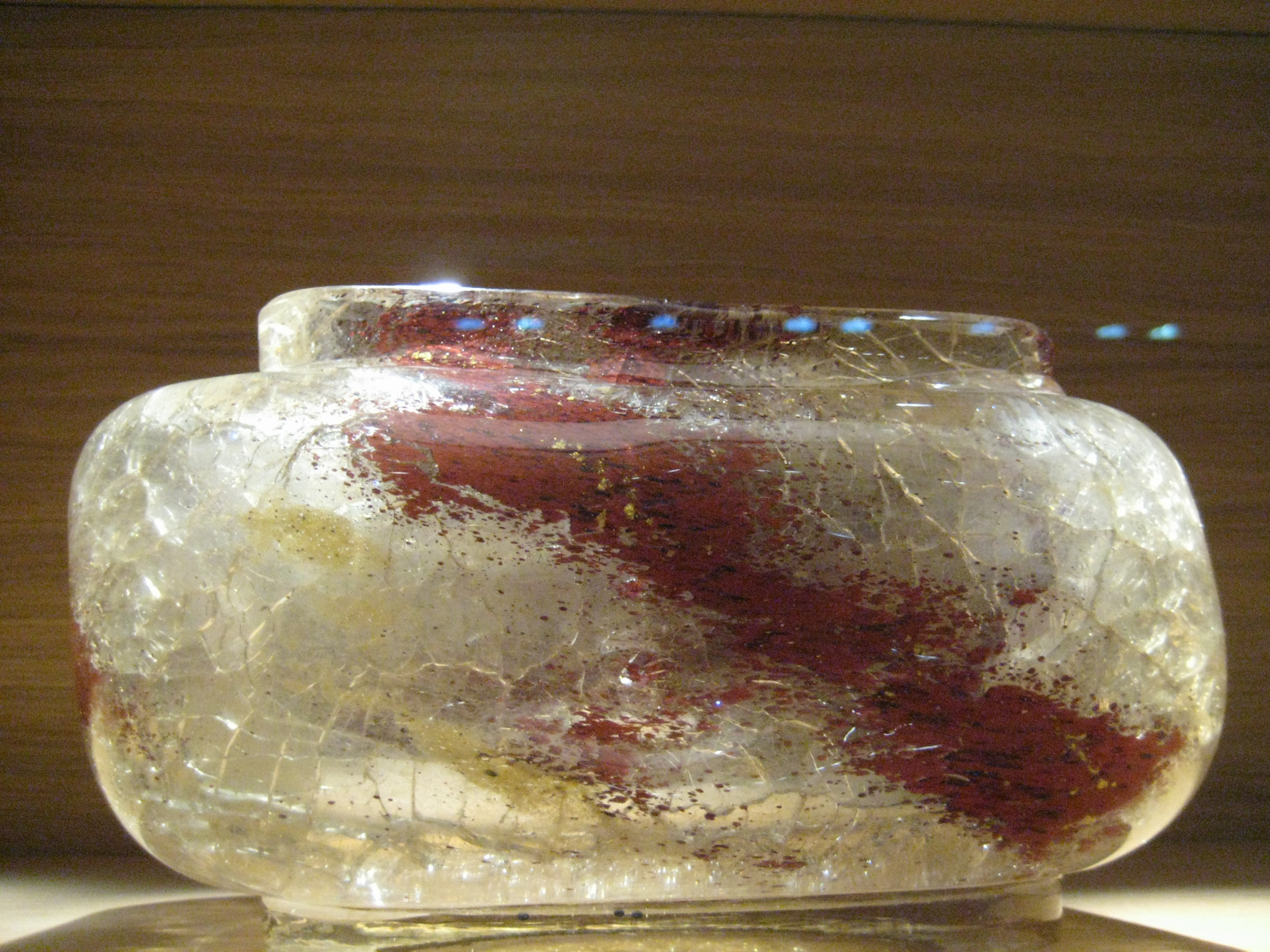
Jardinière, modèle d’Eugène Rousseau, réalisation par la verrerie Appert Frères

### Sites internet
- Une stratégie de valorisation de l'innovation : Léon Appert et le soufflage mécanique du verre par Anne-Laure Carré sur le site verre-histoire.org

### Bases de données
- Ressource relative aux beaux-arts :   - Musée d'Orsay
- Notice dans un dictionnaire ou une encyclopédie généraliste :   - Larousse